# St. Rose (Luisiana)
St. Rose es un lugar designado por el censo ubicado en la parroquia de St. Charles en el estado estadounidense de Luisiana. En el Censo de 2010 tenía una población de 8122 habitantes y una densidad poblacional de 420,7 personas por km².

## Geografía
St. Rose se encuentra ubicado en las coordenadas 29°57′42″N 90°18′34″O / 29.96167, -90.30944. Según la Oficina del Censo de los Estados Unidos, St. Rose tiene una superficie total de 19.31 km², de la cual 16.39 km² corresponden a tierra firme y (15.12%) 2.92 km² es agua.

## Demografía
Según el censo de 2010, había 8122 personas residiendo en St. Rose. La densidad de población era de 420,7 hab./km². De los 8122 habitantes, St. Rose estaba compuesto por el 50.41% blancos, el 42.92% eran afroamericanos, el 0.17% eran amerindios, el 1.32% eran asiáticos, el 0.01% eran isleños del Pacífico, el 3.32% eran de otras razas y el 1.85% pertenecían a dos o más razas. Del total de la población el 9.46% eran hispanos o latinos de cualquier raza.